# アールチェ (小惑星)
アールチェ (677 Aaltje) は小惑星帯に位置する小惑星である。ハイデルベルクでアウグスト・コプフによって発見された。
オランダ出身のドイツの歌手アールチェ・ノールデウィール＝レディンギウス (Aaltje Noordewier-Reddingius) にちなんで命名された。